# Volodîmîrivka (Rozdilna), Rozdilna
Volodîmîrivka (în ucraineană Володимирівка) este un sat în comuna Rozdilna din raionul Rozdilna, regiunea Odesa, Ucraina.

## Demografie
Componența lingvistică a localității Volodîmîrivka
     Ucraineană (88,55%)
     Română (6,4%)
     Rusă (4,71%)
Conform recensământului din 2001, majoritatea populației localității Volodîmîrivka era vorbitoare de ucraineană (88,55%), existând în minoritate și vorbitori de română (6,4%) și rusă (4,71%).